# Anna Klindt Sørensen
Anna Klindt Sørensen, född 9 augusti 1899 i Ry på Jylland i Danmark, död 28 juli 1985, var en dansk konstnär.
Vid 20 års ålder blev hon antagen till målarskolan vid Det Kongelige Danske Kunstakademi där hon gick i tre terminer. 1935 studerade hon återigen vid akademien, men nu som skulptör och sju år senare på grafikskolan. Som ung uppehöll hon sig även mycket i Paris och hon debuterade 1925 på Salon d'Automne (Höstutställningen).
År 1962 ärvde hon Villa Petersborg i Ry efter sin mamma, där hon planerade ett museum för kvinnliga konstnärer. Museet blev dock aldrig realiserat. Istället grundades Anna Klindt Sørensens Fond, som äger och förvaltar hennes kvarvarande konstsamling och distribuerar Anna Klindt Sørensens Legat for kvindelige Kunstnere.